# Exetastes deuteromaurus
Exetastes deuteromaurus är en stekelart som beskrevs av Dalla Torre 1901. Exetastes deuteromaurus ingår i släktet Exetastes och familjen brokparasitsteklar. Inga underarter finns listade i Catalogue of Life.